# 5-й Вирджинский пехотный полк
5-й Вирджинский добровольческий пехотный полк (англ. 5th Virginia Volunteer Infantry Regiment) был пехотным полком, набранным в штате Виргиния для службы в армии Конфедерации во время Гражданской войны в США. Он сражался в составе «Бригады каменной стены». Полк прошел все сражения войны на востоке страны от первого сражения при Булл-Ран до капитуляции при Аппоматтоксе.

## Формирование
5-й вирджинский был сформирован в Харперс-Ферри 7 мая 1861 года. 8 его рот были набраны в округе Огаста и две в округе Фредерик. 8 июня 1861 года приказом № 25 полк был принял в армию Конфедерации и включён в 1-ю бригаду Армии Шенандоа. Первым командиром полка стал полковник Кентон Харпер, подполковником — Уильям Харман, майором — Уильям Бейлор.

## Боевой путь
В июне 1861 года федеральная армия начала наступление в долине Шенандоа. Полк покинул Харперс-Ферри 15 июня, а 2 июля участвовал в сражении при Фоллин-Уотерс. Затем он отступил к Винчестеру, а 18 июня начал марш на восток к Манассасу, куда прибыл поздно вечером 19 июня.
21 июля полк участвовал в первом сражении при Булл-Ран.
1 августа полк был переведён в лагерь Кэмп-Харман под Сентервиллом. 11 сентября полковник Харпер подал в отставку после разногласий с Джексоном (который отказался отпустить его домой к умирающей жене). Подполковник Уильям Хармон получил звание полковника, а Эбсалом Койнер, капитан роты Н, стал майором.
7 ноября бригаду перевели к Страсберг в долине Шенандоа, а затем перевели в Винчестер, где её 14 ноября возглавил Ричард Гарнетт. В декабре полк участвовал в рейдах на канал Чесапик-Огайо.
В январе полк участвовал в экспедиции в Ромни, откуда вернулся 26 января и разместился на зимних квартирах в лагере Кэмп-Золикоффер около Винчестера. Когда 11 марта началась кампания в долине Шенандоа, полк отступил от Винчестера, а 23 марта участвовал в первом сражении при Кернстауне. Он держался в резерве в начале сражения и был введен в бой в самом конце, когда армия уже начала отступать. В качестве арьергарда полк прикрывал отступление бригады, потеряв в бою 9 человек убитыми, 48 ранеными и 4 пропавшими без вести из 450 на момент начала сражения.
21 апреля полк перенес реорганизацию. Рядовые полка перезаписались на трехлетний срок службы. Полковник Харман был отчислен и на его место выбран полковником Уильям Бейлор. Капитан роты А, Джон Фанк, был выбран подполковником, а капитан роты D, Азаэль Уильямс выбран майором.
8 мая бригада участвовала в сражении при Макдауэлл, но полк и на этот раз держали в резерве. 23 мая в сражении при Фронт-Рояль полк снова не был задействован. После сражения при Винчестере полк продвинулся на север почти до самого харперс-Ферри, откуда 28 мая начал отступать, чтобы избегнуть окружения. За 30 мая полк прошел 28 миль и к началу июня ушел в южную часть долины.
9 июня полк участвовал в сражении при Порт-Репаблик, 17 июня был переброшен к Ричмонду и принял участие в семидневной битве, где участвовал в сражении при Гейнс-Милл 27 июня, и в сражении при Малверн-Хилл, где потерял 6 человек убитыми и 32 ранеными.